# Glen Scotia
Pour les articles homonymes, voir Scotia (homonymie).
Glen Scotia est une distillerie de whisky située à Campbeltown, dans le Mull of Kintyre, en Écosse.

## Histoire
La distillerie Glen Scotia a été fondée en 1832 par la famille Galbraith qui elle-même la vend à la société "West Highland Malt Distillers" en 1919. Cette société a fait faillite en 1924 et le contrôle de la distillerie a été confié à Duncan MacCallum. Glen Scotia a été fermée en 1928 et MacCallum s'est suicidé le 23 décembre 1930 en se noyant dans le Loch de Crosshill.
La production de whisky a repris en 1933. En 1954 la distillerie a été achetée par la société de Hiram Walker, qui l'a revendue à A. Gillies and Co. après moins d'un an. Cette dernière société a été absorbée par "Amalgamated Distillers Products" en 1970.
Glen Scotia ferma à nouveau en 1984 avant de rouvrir en 1989 lorsque sa société mère a été achetée par "Gibson International". La production s'est arrêtée encore une fois en 1994 lorsque la distillerie a été achetée par Glen Catrine Bonded Warehouse Ltd. En 2000, Glen Scotia a été re-pourvue en personnel avec des ouvriers de la distillerie Loch Lomond.

## Production
- Glen Scotia 10 ans
- Glen Scotia 12 ans
- Glen Scotia 14 ans
- Glen Scotia 17 ans
- Glen Scotia 1973